# Programa 437
El Programa 437 fou el segon projecte antisatèl·lit efectuat per l'Exèrcit dels Estats Units, aquest fou aprovat el 20 de novembre de l'any 1962, després d'una sèrie de proves nuclears a gran altitud. Les instal·lacions s'ubicaven a l'atol Johnston, un atol solitari al nord de l'oceà Pacífic.

## Història
Fou el primer programa militar antisatèl·lit dut a terme, tot i que fou aturat a favor del programa de míssils balístics Thor.
El Programa Thor feia ús d'armes nuclears amb el fi de generar un pols electromagnètic per a inutilitzar tota l'electrònica de l'enemic. Les proves d'aquest tipus es varen realitzar entre els anys 1952 i 1962.
El punt negatiu del programa era que no es podia controlar el radi de dany, i tampoc protegir d'errors als satèl·lits de les nacions aliades, i la Força Aèria dels Estats Units posseïa un nombre reduït d'aquests míssils, i el seu pressupost estava més centrat en la Guerra de Vietnam.
El programa fou finalment cancel·lat al gener de l'any 1977, tot i que els projectes i les investigacions d'armes antisatèl·lit varen continuar sota l'Administració del president Gerald Ford.